# Нью-Іджипт (Нью-Джерсі)
Нью-Іджипт (англ. New Egypt) — переписна місцевість (CDP) в США, в окрузі Оушен штату Нью-Джерсі. Населення — 2357 осіб (2020).

## Географія
Нью-Іджипт розташований за координатами 40°3′54″ пн. ш. 74°31′37″ зх. д. / 40.06500° пн. ш. 74.52694° зх. д. (40.065119, -74.527039).  За даними Бюро перепису населення США в 2010 році переписна місцевість мала площу 10,54 км², з яких 10,40 км² — суходіл та 0,15 км² — водойми.

## Демографія
Згідно з переписом 2010 року, у переписній місцевості мешкало 2512 осіб у 902 домогосподарствах у складі 652 родин. Густота населення становила 238 осіб/км².  Було 972 помешкання (92/км²).
Расовий склад населення:
| - 91,4 % — білих - 2,0 % — чорних або афроамериканців - 1,0 % — азіатів - 0,8 % — корінних американців - 0,1 % — вихідців з тихоокеанських островів - 3,1 % — осіб інших рас |

До двох чи більше рас належало 1,6 %. Частка іспаномовних становила 10,5 % від усіх жителів.
За віковим діапазоном населення розподілялося таким чином: 25,3 % — особи молодші 18 років, 65,5 % — особи у віці 18—64 років, 9,2 % — особи у віці 65 років та старші. Медіана віку мешканця становила 37,2 року. На 100 осіб жіночої статі у переписній місцевості припадало 103,4 чоловіків;  на 100 жінок у віці від 18 років та старших — 99,5 чоловіків також старших 18 років.
Середній дохід на одне домашнє господарство  становив 81 993 долари США (медіана — 80 583), а середній дохід на одну сім'ю — 90 056 доларів (медіана — 84 046). За межею бідності перебувало 7,4 % осіб, у тому числі 15,6 % дітей у віці до 18 років та 0,0 % осіб у віці 65 років та старших.
Цивільне працевлаштоване населення становило 1142 особи. Основні галузі зайнятості: освіта, охорона здоров'я та соціальна допомога — 31,3 %, роздрібна торгівля — 17,3 %, фінанси, страхування та нерухомість — 12,6 %, виробництво — 10,2 %.